# PeerBlock
PeerBlock è un firewall, utilizzato prevalentemente a supporto dei programmi di file sharing, il cui compito specifico è di bloccare le connessioni di indirizzi IP ritenuti malevoli e/o nocivi per la privacy e la sicurezza dell'utente.
Nasce come continuazione del progetto PeerGuardian abbandonato da Phoenix Labs, risolvendo molti bug, rendendolo compatibile con Windows Vista, Windows 7 ed in seguito con Windows 8. La stessa Phoenix Labs consiglia agli utenti di PeerGuardian di migrare a PeerBlock.